# ハーシェル・グリア・スタジアム
ハーシェル・グリア・スタジアム（Herschel Greer Stadium ）は、アメリカ合衆国のテネシー州ナッシュビルにある野球場。ダウンタウンから南へ約3kmの南北戦争の要塞であったフォート・ネグリーのグラウンドであった場所に建っている。ナッシュビルの著名な実業家でマイナーリーグのナッシュビル・ヴォルズの初代会長のハーシェル・リン・グリア（1906年 - 1976年）の栄誉を称えて彼の名を球場名に冠し、1978年に開業した。パシフィックコーストリーグ（PCL）所属で、ミルウォーキー・ブルワーズ傘下トリプルAナッシュビル・サウンズの本拠地である。収容人数は10,300人である。
ナッシュビルはカントリー・ミュージックの中心地として知られている。そのため、左翼スタンドにギターの形をしたスコアボードが設置されている。ギターのネックの部分にスコアが表示される。これまでオールスター・ゲーム3回、ノーヒット8回、完全試合1回、PCL史上最長の24イニング1回の試合が行なわれた。1993年と1994年、ダブルAサザンリーグのナッシュビル・エクスプレスの本拠地であった。
2000年代初頭から、球場の老朽化により30年以上はもたないであろうということから、新しい球場の設立に関して市の同意を得ようとしていた。グリア・スタジアムはトリプルAの球場で最も古い球場の1つであり、プロ野球基準をはるかに下回っており、多数の機能向上および修復が必要となっていた。2015年のシーズンから、ナッシュビル・サウンズはグリア・スタジアムを離れてファースト・テネシー・パークを本拠地とする予定になっている。

## 歴史
1970年代後半、起業家のラリー・シュミトウはプロ野球チームをナッシュビルに誘致することを決心し、チームのために新しい野球場が必要であると考えた。彼はダウンタウンから南へ約3kmの南北戦争の要塞であったフォート・ネグリーのグラウンドにあるセント・クラウド・ヒルの麓への球場建設を市と交渉した。市は彼に土地の賃貸を検討したが、彼は球場建設の責任を引き受け、資産税を支払うつもりであった。
建設予算は30万ドルから50万ドルだったが、100万ドル以上見積もられた。シュミトウは建設資材を寄付してくれる地元の納入業者を探し、銀行から3万ドルを借り、自宅を抵当に入れた。カントリー歌手のコンウェイ・トゥイッティは仲間のジェリー・リード、リチャード・スタバン、キャル・スミスなどナッシュビルの住民達と共に株主となりシュミトウを助けた。ナッシュビルの著名な実業家でマイナーリーグのナッシュビル・ヴォルズの初代会長、また球場建設のために家族が2万5千ドルを寄付したハーシェル・リン・グリアにちなんで球場名が名付けられた。
1978年4月25日のシンシナティ・レッズ傘下、ダブルAサザンリーグのナッシュビル・サウンズの試合で開業することが決まった。建設は進んでいたが、シュミトウは期日に間に合わないと考えた。チームはシーズン開幕戦を遠征試合にすることを提案し、球場建設に時間がかかることからチャタヌーガ・ルックアウツと交替しなくてはならなかった。工期延長したにもかかわらず球場はなかなか完成しなかった。芝生が遅れて届き、総支配人がローカルラジオで「芝生パーティ」をやると語ったことから推定50名のファンが集まり、開幕前日に彼らの助けを得て芝生を貼った。
4月25日に予定されたホーム開幕戦は雨で中止となり、翌26日に延期された。最初の10試合を他の球場で行ない、トラクターなど重機がまだ作業する中、1978年4月26日、ナッシュビル・サウンズはハーシェル・グリア・スタジアムで初のホーム・ゲームを行なった。完売の8,156名が見守る中、12対4でサヴァンナ・ブレーヴスをやぶった。サザンリーグ会長のビリー・ヒッチコックも観戦し、コンウェイ・トゥイッティが始球式を行なった。
当初、グリアの収容人数は7,200名だったが、初シーズンが終わる頃には8,800名に拡大した。背もたれと肘掛のある劇場型の座席は3,000席あり、残りは外野席である。報道関係者席には2つのラジオ中継ブースとオルガン・ブースがある。2チーム、25名分のロッカー室の他、審判員のロッカー室もある。グランドは左右に330フィート(100m)、左右中間375フィート(114m)、センター405フィート(123m)。ナイターに備えた照明塔は100フィード(30m)、8本ある。他に男性用、女性用トイレの他、売店も7店舗ある。
1979年のシーズンでは5,000席追加され、収容人数は13,000名に増えた。新しい上下水施設が導入され、グラウンドの標高は5フィート(1.5m)上昇した。1981年のシーズンの前、グリアは1,200席以上のボックス席、1,000席以上の自由席追加するなど、多くの改修を行なった。2箇所の木製の自由席エリアは2,000席のより座りやすい椅子に置き換えられた。鉄柱で支えられたバックネットはケーブルで強化して鉄柱の数を減らした。新たなダグアウト、3箇所の出入り口、音響設備、2倍の大きさになったスコアボード、券売所の拡大など、様々な箇所を改修した。
1984年2月から夏にかけて、改修および増築が行なわれた。フルサイズのレストランであるホール・オブ・スタジアム・クラブ、指定席である後ろから5列およびコンコースをカバーする屋根が建てられた。新たな報道関係者席にはメディアのメンバーの施設の他、ホーム用と相手チーム用の別々のテレビ中継ブースが含まれた。報道関係者席に隣接した10室の特別観覧席も設置され、1989年までにこの特別観覧席は18室に増えた。
1985年、改修は続き、特別観覧席を一部減らし、ライトのファウル・ポールを越えた場所にも1,200席のボックス席を追加した。開業時からあった高さ10フィート(3m)のスコアボードはレフトのより遠い場所に設置され、アメリカンリーグ、ナショナルリーグ、アメリカン・アソシエーションのスコアも表示されるようになった。
シュミトウはナッシュビルの球団をメジャーリーグにしたかった。これが実現すればより多くの座席が必要となり、より魅力的な球場にするため1987年のシーズン終了後大幅な改修が開始した。ボックス席の数は4割増し、クラブハウスと審判員用施設は改修され、ダグアウトは全改修された。新しいダグアウトはそれまでのものより部屋に近いものとなり、そのためグラウンドも左右は327フィート(100m)、左右中間は371フィート(113m)、中間400フィート(120m)となった。メイン・エントランスはフォート・ネグリーと隣接した石工を組み込む新しいデザインになった。この拡大によりグリアの収容人数は18,000名となった。

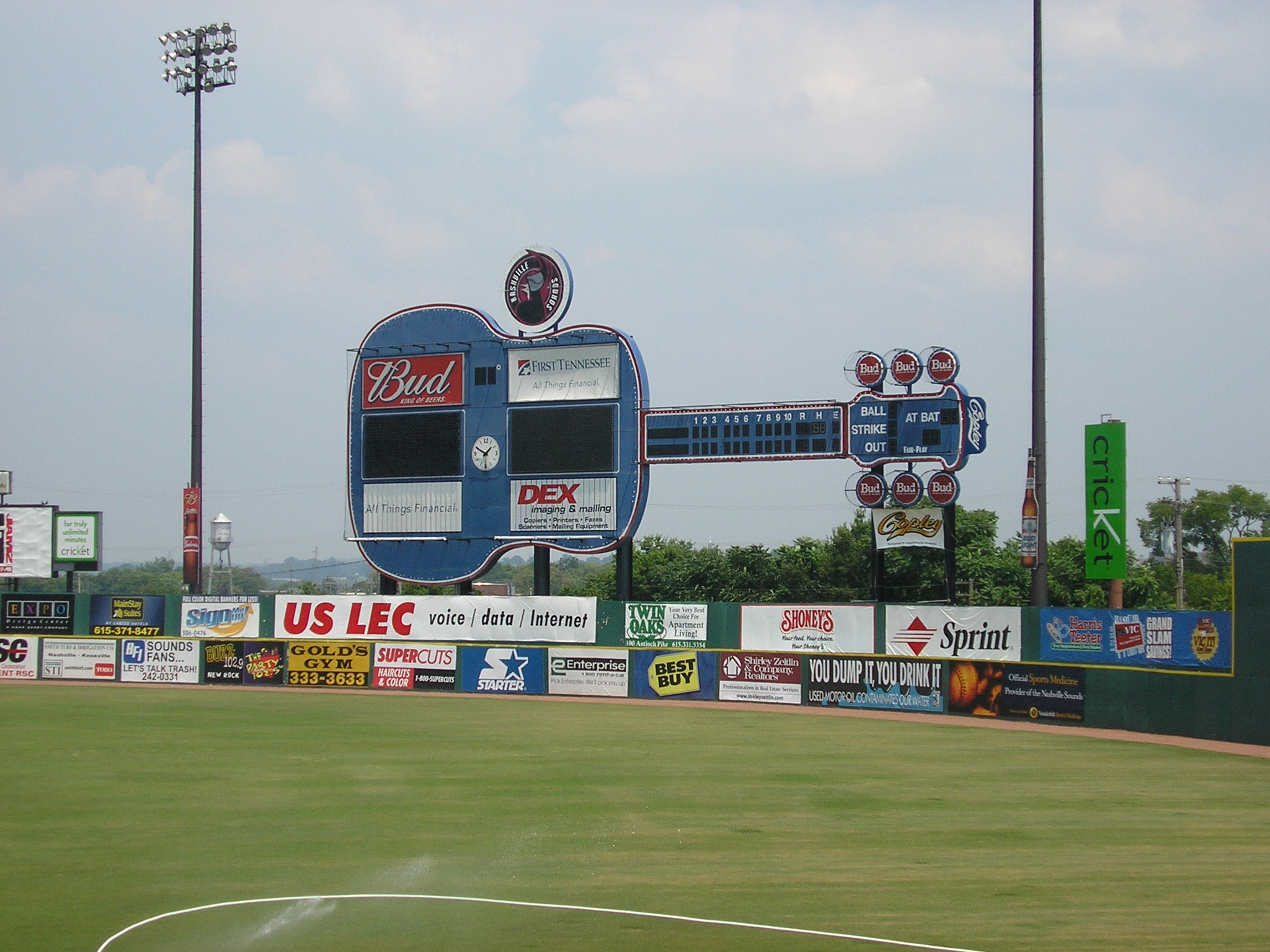
ギター形のスコアボード

1993年のシーズン前、グリアの独特なギター型のスコアボードが左中間に設置された。同年より、二軍がグリアで試合するようになった。1993年から1994年まで同時期に、この球場はサウンズとミネソタ・ツインズ傘下ダブルA、サザンリーグのナッシュビル・エクスプレス双方の本拠地であった。1993年、ノースカロライナ州シャーロットはトリプルAのフランチャイズを拡大することを決め、ダブルAのシャーロット・ナイツがシャーロットを離れることとなり本拠地を失った。サウンズ会長のラリー・シュミトウはグリアに彼らの臨時本拠地になることを打診し、シャーロット・ナイツはナッシュビル・エクスプレスとして活動することになった。グリアが2チームの本拠地となったため、エクスプレスはサウンズが遠征に行っている間に試合を行なった。1球場が2チームの本拠地となるのは、1975年にニューヨーク・メッツとニューヨーク・ヤンキースがシェイ・スタジアムを同時期に本拠地にしていた時以来のことである。『ベースボール・アメリカ』誌はこの2チームが1つの球場を本拠地としたことについて「マイナーリーグ10大事件」の第1位とした。1995年、エクスプレスはノースカロライナ州ウィルミントンに移動し、ポートシティ・ルースターズとなった。
1995年のシーズン前の秋と冬に20万ドル以上を改修に費やした。クラブハウスとウエイト・ルームはリフォームされ、ダグアウト後ろの通路は滑りやすさを減らすため舗装され、グラウンドは芝生を張り替えた。1978年に芝を張って以来初めての張替えおよび改善であった。まず全ての芝をはがし、次に新しい排水設備を導入した。地面を掘り、グラウンドおよびセンターの壁の向こうから排水する2,500フィート(760m)の排水パイプを埋めた。パイプの上に砂利の層を敷き、その上に4～6インチ(10～15cm)の砂の層を敷いた。バミューダ芝ティフトン419を10万平方フィート(9,300平方メートル)のフィールドとダイヤモンド内側に敷き詰め、内野の標高が上がり、同じ高さになるようにウォーニングゾーンにレンガを敷いた。
2000年頃から約10年間で、設備の整った新しいマイナーリーグ球場が続々と登場し、グリアは球場の基準から外れていった。老朽化して30年以上はもたないとされながらも、トリプルAの基準に合わせようと多くの改修を行なった。サウンズは元々2010年頃までに新たな球場を求めグリアを離れる予定であった。新球場開幕予定日は何度も延期され、最終的に2008年終盤となった。サウンズの球場新設の訴え、これが叶わないなら市から離れるとの脅しから数年後の2006年2月7日、ナッシュビル・メトロ議会は球場新設に合意した。球場はファースト・テネシー・フィールドと名付けられ、グリアから2マイル(3.2km)、ナッシュビルのダウンタウンのカンバーランド川西岸での建設が計画された。しかし、議会が決めた期日である2007年4月15日までに、サウンズと民間開発業者のStruever Brothers, Eccles, & Rouse は費用とデザインに合意しなかった。この結果、ファースト・テネシー・フィールド建設計画は中止になった。
2008年のシーズン前、100万ドル以上をかけた改善、修復が行なわれた。新たなクラブハウス、照明の改善が行なわれ、その後3年から5年かけて機能向上のためにトイレ、通路、座席などが修復された。
2009年初頭にサウンズを買収したMFPベースボールは老朽化したフィールド、トイレ、売店、スコアボード、音響設備、座席を修復、改善するため200万ドルを投資した。内野は芝を張替え、水平にし、フィールドの周りに防護柵を設置し、バックネットを張り替えた。全ての売店およびギター型のスコアボードの色を塗り替え、壊れた座席を入れ替え、スラッガーズ・スポーツ・バー&グリルをリフォームした。コンサート・ステージと子供用エリアが出入り口近くに設置された。
2013年終盤、サウンズとナッシュビル・メトロは、ナッシュビル初の球場サルファー・デル跡地に3,700万ドルをかけた新球場建設で合意に達した。新球場ファースト・テネシー・パークの建設は暫定的に2015年のシーズン開幕に向けて予定された。新球場開業後のグリアの使途はまだ決まっていない。

## 記念すべき試合

### オールスター・ゲーム
1979年と1983年の2回、サザンリーグ・オールスター・ゲームがグリア・スタジアムで行なわれた。1979年の試合では、オールスター・チームとメジャーリーグのアトランタ・ブレーブスが対戦した。5対2でオールスター・チームが勝った。1983年の試合では、オールスター・チーム対本拠地のナッシュビル・サウンズが対戦した。3対2でオールスター・チームが勝った。
1994年7月14日、トリプルAオールスター・ゲームがグリアで行なわれた。観客11,601名の他、テレビとラジオで生中継され、ナショナルリーグ・オールスター(NL)がアメリカンリーグ・オールスター(AL)に8対5で勝った。 ブラッド・ウッドール (NL – リッチモンド・ブレーブス)が勝利投手、ゲイリー・バックルズ(NL – ルイビル・レッドバーズ)が セーブ投手、カート・オハラ (AL – コロンバス・クリッパーズ)が敗戦投手となった。「Stars of Stars 」(最優秀選手)はルイス・ロペス (インターナショナルリーグ – リッチモンド)、ポール・フェアリーズ (PCL – フェニックス・ファイヤバーズ)、レイ・ダーラム (アメリカンアソシエーション – ナッシュビル)であった。

### メジャーリーグ・エキシビション
1981年4月16日、ニューヨーク・ヤンキースがサウンズと対戦するためグリアにやってきた。満席の17,318名が見守る中、10対1でヤンキースが勝利した。ヤンキースからはオーナージョージ・スタインブレナー、コーチヨギ・ベラの他、選手レジー・ジャクソン、バッキー・デント、ルー・ピネラ、ボビー・マーサー、グース・ゴセージ、トミー・ジョン、ジョニー・オーツが参加した。1983年4月28日、ヤンキースは再度サウンズと対戦した。元サウンズのドン・マッティングリー、およびマネージャーのビリー・マーチン、グース・ゴセージ投手が参加した。13,641名が見守る中、4対0でサウンズが負けていたが、9回裏で5点獲得して5対4でヤンキースに勝った。
1983年4月3日、セントルイス・カージナルスとトロント・ブルージェイズがエキシビションの試合を行なった。テネシー州知事のラマー・アレクサンダーが観戦した。選手のオジー・スミス、ジョージ・ヘンドリック、ラファエル・サンタナ、キース・ヘルナンデス、アルフレッド・グリフィン、サウンズ元外野手ウィリー・マギー、およびマネージャーのボビー・コックスが参加した。13,742名が見守る中、7対6でブルージェイズが勝った。。1987年4月4日と5日、シンシナティ・レッズ(ピート・ローズがマネージャー)とモントリオール・エクスポズがエキシビション試合をグリアで2試合行なった。第1試合は11回8対8で引き分けたが、第2試合は5対3でレッズが勝った。
1988年のシーズン前、グリアでは3回のメジャーリーグ・エキシビションが予定された。4月1日、シンシナティ・レッズ対シカゴ・ホワイトソックスの試合が組まれたが、雨天中止となった。4月2日、ホワイトソックス対クリーブランド・インディアンスの試合が行なわれ、8対6でホワイトソックスがクリーブランド・インディアンスに負けた。4月3日、3対2でピッツバーグ・パイレーツがインディアンスに勝った。1990年4月23日、シンシナティ・レッズがサウンズと対戦するためナッシュビルに来訪した。14,012名が見守る中、3対0でレッズが勝った。1991年4月6日、レッズが再びナッシュビルに来訪してインディアンスと対戦し、10回4対3でレッズが勝った。
1996年3月、『ナッシュビル・ベースボール・クラシック』として、グリアは5試合、メジャー8チームを迎えた。3月28日、シカゴ・ホワイトソックスとテキサス・レンジャーズが対戦し、4対3でホワイトソックスが勝った。同日の第2試合でクリーブランド・インディアンスとセントルイス・カージナルスが対戦し、9対3でインディアンスが勝った。3月29日、ホワイトソックスとモントリオール・エクスポズが対戦し、9対5でホワイトソックスが勝ち、デトロイト・タイガースとレッズが対戦し、7対4でタイガースが勝った。3月31日、エクスポズとカンザスシティ・ロイヤルズが対戦し、3対1でエクスポズが勝った。

### ノーヒットおよび完全試合
グリア・スタジアムでは完全試合1試合を含むノーヒット8試合が行なわれたことがある。1981年5月16日、ジャクソンビル・サンズとサウンズが対戦した際、サンズのジェフ・コーネル投手が4対0のノーヒットを獲得したのがグリア初のノーヒット試合となった。1984年5月4日、2人目のノーヒット勝利投手はジム・デシェイーズで、5対1でコロンバス・アストロズに勝った。2回、デシェイーズはフォアボールにより3人の打者を出し、デッドボールによりアストロズが1点得点した。1985年7月17日、3人目のノーヒット勝利投手はナッシュビルのブライアン・ケリーで6対0でオクラホマシティ89ersに勝った。
珍しい出来事であるが、1988年8月6日と7日、サウンズとインディアナポリス・インディアンズは2夜続けてノーヒットだった。インディアナポリスのランディ・ジョンソンとパット・パシロはサウンズからノーヒットを獲得したが、1対0でナッシュビルが勝った。レニー・ハリスがフォアボールで1塁に進み、盗塁で2塁、3塁と進み、本塁に入ったがアウトになりナッシュビルが勝った。翌日ナッシュビルのジャック・アームストロングがインディアンズに対してノーヒットを獲得し、4対0でナッシュビルが勝った。これにより、アメリカン・アソシエーション史上初めての連続ノーヒットとなった。
2003年4月7日、ジョン・ワズディンがアルバカーキ・アイソトープスに対しグリアで4対0の完全試合を行なった。パシフィックコーストリーグの100年の歴史の中でも2回目の9回完投試合の1つとなった。ワズディンは100投し、15名三振となった。同年8月2日、コロラドスプリングス・スカイソックスの投手のクリストファー・ギッセル(7 投球回 (IP))とジーザス・サンチェス (2 IP)がナッシュビルに対しノーヒットを獲得し3対0でナッシュビルに勝った。2006年7月15日、ナッシュビルの投手カルロス・ビヤヌエバ (6 IP)、マイク・マイヤーズ (2 IP)、アレック・	ザンウォルト (1 IP)がノーヒットを獲得しメンフィス・レッドバーズに2対0で勝った.。
| No.                                         | Date           | Pitcher(s)                                                     | Teams                                 | Teams                   | Score |
| No.                                         | Date           | Pitcher(s)                                                     | Visitor                               | Home                    | Score |
| ------------------------------------------- | -------------- | -------------------------------------------------------------- | ------------------------------------- | ----------------------- | ----- |
| 1                                           | 1981年5月16日  | ジェフ・コーネル                                               | ジャクソンビル・サンズ†               | ナッシュビル・サウンズ  | 4–0   |
| 2                                           | 1984年5月4日   | ジム・デシェイーズ                                             | コロンバス・アストロズ                | ナッシュビル・サウンズ† | 1–5   |
| 3                                           | July 17, 1985  | ブライアン・ケリー                                             | オクラホマシティ89ers                 | ナッシュビル・サウンズ† | 0–6   |
| 4                                           | August 6, 1988 | ランディ・ジョンソン パット・パシロ                            | インディアナポリス・インディアンズ‡   | ナッシュビル・サウンズ  | 0–1   |
| 5                                           | August 7, 1988 | ジャック・アームストロング                                     | インディアナポリス・インディアンズ    | ナッシュビル・サウンズ† | 0–4   |
| 6                                           | April 7, 2003  | ジョン・ワズディン                                             | アルバカーキ・アイソトープス          | ナッシュビル・サウンズ† | 0–4   |
| 7                                           | August 2, 2003 | クリストファー・ギッセル ジーザス・サンチェス                  | コロラドスプリングス・スカイソックス† | Nashville Sounds        | 3–0   |
| 8                                           | July 15, 2006  | カルロス・ビヤヌエバ マイク・マイヤーズ アレック・ザンウォルト | メンフィス・レッドバーズ              | ナッシュビル・サウンズ† | 0–2   |
| (†) ノーヒットで勝利 • (‡) ノーヒットで敗北 |                |                                                                |                                       |                         |       |

### その他の出来事
2006年5月5日、6日、グリアはパシフィックコーストリーグ史上最も長い試合を記録した。サウンズとニューオリンズ・ゼファーズは2日間に亘り、8時間7分かけて24イニングの試合を行なった。5対4でニューオリンズが勝った。元々の最長記録は1909年6月8日のサンフランシスコ・シールズ対オークランド・オークスが持っており、1911年9月10日のサクラメント・サロンズ対ポートランド・ビーバーズとタイであった。パシフィックコースト・リーグの7試合の記録が破られ、3試合がタイとなった。

## その他の出来事
1980年代初頭、グリア・スタジアムはファーザー・ライアン高等学校のフットボール・チームの本拠地として使用されていた。その後2009年の新たな施設完成までの2006年から2008年まで、再度ファーザー・ライアンはグリアを本拠地として使用した。サウンズのスケジュールにより、ファーザー・ライアンのホーム・ゲームは相手チームの本拠地または地元の使用されていない他の高等学校のグラウンドで行なわなければならなかった。フットボールの配置は一塁ベース・ラインに沿って行なわれた。 
2011年のE・S・ローズ・パークの開幕まで、ベルモント大学野球部はそのシーズンのほとんどをグリアで行なった。サウンズのスケジュールによりグリアが使用できない場合、ベルモント大学の試合はナッシュビル市内のシェルビー・パークで行なわれた。
1991年よりシティ・オブ・ホープ医療センター主催のチャリティ・セレブリティ・ソフトボールがグリアで開催されている。カントリー界のスター達が2チームに分かれて試合を行ない、この収益金はガンなど命に関わる病気の研究、治療に役立てられる。これまでの出演者にはヴィンス・ギル、キャリー・アンダーウッド、ブラッド・ペイズリー、ビリー・レイ・サイラス、サラ・エヴァンズ、モンゴメリー・ジェントリー、フィル・ヴァッサーなどがいる。2008年のこのイベントでは150万ドル以上を集めた。
2001年から2011年までグリアでジェフ・フィッシャー&フレンズ・チャリティ・ソフトボール・ゲームが開催されていた。テネシー・タイタンズ ヘッドコーチのジェフ・フィッシャーとタイタンズの新旧選手達が地元のチャリティのために試合を行なった。タイタンズの参加者はヴィンス・ヤング、スティーブ・マクネア、エディ・ジョージ、フランク・ワィチェック、ロブ・ビロナス、キース・ブラックなど。ナショナルホッケーリーグのナッシュビル・プレデターズのトーマス・ヴォコン、ヘッドコーチのバリー・トロツも参加した。
2002年、映画『オールド・ルーキー』の使用曲であるスティーヴ・アールの『Some Dreams 』のミュージックビデオがグリアで撮影された。このミュージックビデオでは空のグリア・スタジアムでアールと彼のバンドが演奏中に映画『オールド・ルーキー』のシーンがインターカットされる。

## スコアボード
グリアの独特なギター型のスコアボードは1993年のシーズン前、フェアトロン・コーポレーションで製造され、ジョスリン・サイン・カンパニーにより設置された。黒、赤、黄で塗装され、白で縁取りされている。左中間の外野の壁の後ろに設置されている。
スコアはギターのネック部に表示され、ボール/ストライク/アウトの数、打者の背番号、ヒット/エラーの表示はギターのヘッド部に表示される。6つの小さな広告がチューニング・キーに表示される。ギターのボディ部にはLEDディスプレイ・ボードと低解像度のカラー・マトリックス・ボードが表示されている。2つのボードの間にはアナログ時計が設置され、現在の気温も表示される。この周りには4つの大きな広告が表示されており、上部の2つは固定で、下部の2つは3つの広告が回転して表示される。ホームランから保護するために高圧ネットが電子部を覆っている。ボードの上には丸い広告がある。ここには元々チームの、ギターをスウィングする人のロゴマー クがあり、以降ロゴマークが変わるたびに変更されてきた。当初、ホームランが出ると、このギター・スウィンガー・ロゴがライト・アップされ、スコアボードの周りのライトが点滅し、サウンズのホームランの場合は花火が上がった。近年、スコアボードの劣化が起きていた。2008年終盤、MFPベースボールがチームを買収し、スコアボードを改修して完全に復活した。元々チームカラーの赤、白、青で計画されていたが、黒、赤、黄、白で塗り替えられ、モノクロ・マトリックス・ボードはLEDと置き換えられた。

スコアボードの寸法は幅115.6フィート(35.2m)、高さ53フィート(16m)、奥行き2フィート(0.61m)。各部位の寸法はボディ部60フィート(18m)、ネック部36フット(11m)、チューニング・キー部19.6フット(6.0m)。地面より高さ80フィート(24m)の部分に設置されている。64,169フィート(19,559 m)におよぶ電線に繋がれた照明器具8,179個に243,155ワットが必要となる。。総重量は35,825パウンド(16,250kg)である。
新球場ファースト・テネシー・パークではこのギター型のスコアボードが使われる予定は今のところない。2014年4月22日、ファースト・テネシーの命名権が合意に達し、サウンズのオーナーのフランク・ワードは地元紙『テネシアン』に「グリアのギター・スコアボードはグリアに残していく。新しいスコアボードはこれと似たようなものになるかもしれないが、言及するにはまだ早い。公表できるように努力している」と語った。しかし、住民の強い要望により、最終的には新球場にも新規にギター型のスコアボードが設置されている。
オリジナルのスコアボードは黒く目立たない、長方形の2列のスコアボードであった。1985年、このスコアボードは左翼に移動され、元の場所には高さ10フィート(3m)の長方形の4列のスコアボードが設置された	。オリジナルのスコアボードはその後他の球場の他のチームの試合結果が表示されるようになった。1993年、ギター型のスコアボードが設置され、オリジナルのスコアボードは取り外され、その場所には2つめのスコアボードが設置されて他の球場の結果が表示されるようになった。2008年、他の球場の結果は表示されなくなったがまだそのまま残っている。

## 施設
球場の椅子には、スタジアム・シート、一般観客席のベンチ、曲線型の椅子の他、3階には特別観覧席がある。2014年現在、収容人数は10,300名である。本塁裏、三塁線裏、三塁側スタンド、ライト・フェンス裏の4箇所のピクニック・エリアから観戦することができる。ライトの奥のコーナーにはデッキ席もある。メイン・エントランスを入ったところにあるザ・プラザにはコンサート・ステージや子供の遊具などがある。
売店や屋台が中央ホールにある。スラッガーズ・スポーツ・バー&グリルというレストランが4階にある。サウンズのホームゲームがある日はレストランから窓越しに観戦することができる。